# Сальвадор Гордо
Сальвадор Гордо (7 січня 2003) — ангольський плавець.
Учасник Олімпійських Ігор 2020 року, де в попередніх запливах на дистанції 100 метрів батерфляєм посів 54-те місце і не потрапив до півфіналів.